# Mohamed Daïfi
Mohamed Daïfi (en arabe : محمد ضيفي), né le 26 octobre 1907 au douar Intacen, fraction des Ouled Yettou, ancienne localité de Mezdour et mort assassiné en 1958 par un groupe armé dans les montagnes de Mezdour (déclaré mort par jugement du Tribunal d'Alger rendu en 1962), est un martyr algérien qui a participé à la guerre de libération nationale sous la bannière du Front de libération nationale (FLN).

## Biographie

### Engagement indépendantiste
Dès 1954, il intègre volontairement les rangs du Front de libération national (FLN).
Orateur local, il participe à la campagne de propagande anti-française et religieuse lancée par l'Organisation politico-administrative (OPA) de Mezdour, dépendant de Sour el Ghozlane, Wiliaya de Bouira. Il n'est pas novice en matière de politique puisque son père, Lakhdar, était jusqu'à son décès accidentel en 1931, le khodja des Ouled Yettou placé sous les ordres directs du caïd du douar Intacen et son beau-père, Bachir, était le cadi de Bordj Okhriss.
De 1956 à 1958, Mohamed est un agent civil de renseignement (Moussebel) de l'Armée de libération nationale (ALN). Il fournit des informations militaires et un soutien politique à la branche armée du FLN de la Wilaya III dont le chef est le colonel Amirouche.

### Prix de la liberté
En 1958, alors qu'il se rend à Mezdour avec l'un de ses camions, il tombe dans une embuscade orchestrée par des hommes armés de l'Armée Nationale du Peuple Algérien (ANPA) du général Mohamed Bellounis, soutenu financièrement par le gouvernement français et militairement par les parachutistes du 11e choc du capitaine Rocolle.
Porté disparu, ses proches comprennent rapidement qu'il est mort, tant les méthodes autoritaires et brutales du despote Bellounis sont connues dans la région d'Aumale (Sour El ghozlane). Mohamed rejoint la très longue liste des victimes de la guerre fratricide entre le FLN et le MNA,.

Un jour, un témoin du crime passe enfin aux aveux. La dépouille de Mohamed, dont les restes sont carbonisés et éparpillés, est alors retrouvée par l'un de ses fils dans les rocailles escarpées et isolées de l'ancien sentier muletier de l'Aïn Guetrana au sud de Bordj Okhriss (à la limite de la localité de Mezdour). Il peut finalement être mis en terre dans le cimetière familial de Sidi Mohammed ben Ed Dif à Belkat, localité de Mezdour. 

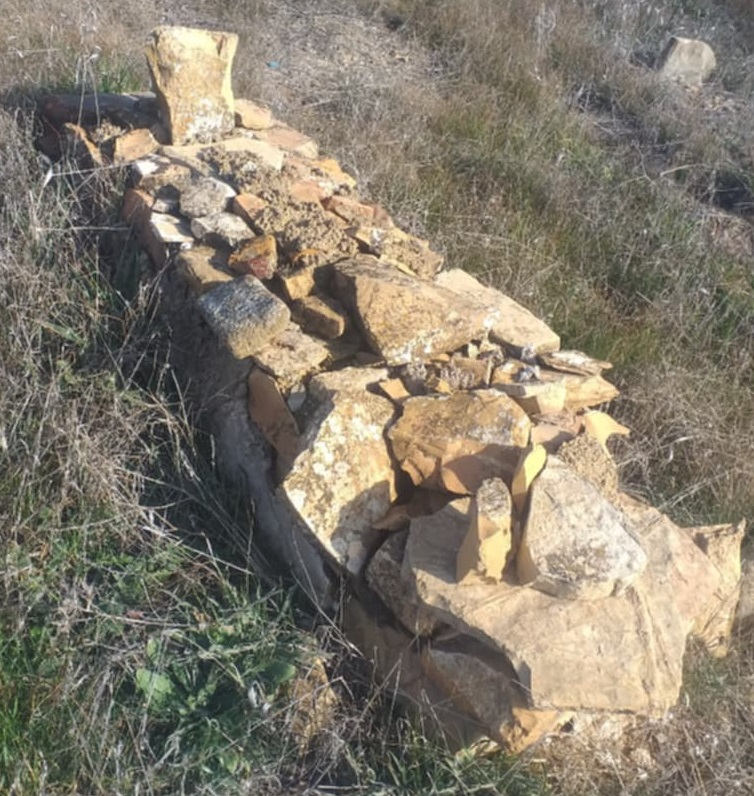
Tombe de Mohamed Daïfi

En 1962, après la guerre, ses enfants engagent une procédure judiciaire au Tribunal d'Alger qui rend un jugement le déclarant officiellement mort en marge de la fin de l'année 1958. Par honneur, une rue de Mezdour lui est dédiée : Rue du martyr Daïfi Mohamed 1907-1958.
En 1963, le Ministère des Moudjahidine et des ayants-droit des Chouahadas lui décerne le titre de frère Chahid (martyr) et accorde une pension à ses deux veuves, Fatima Bacha et Zhora Hadjoudj,.

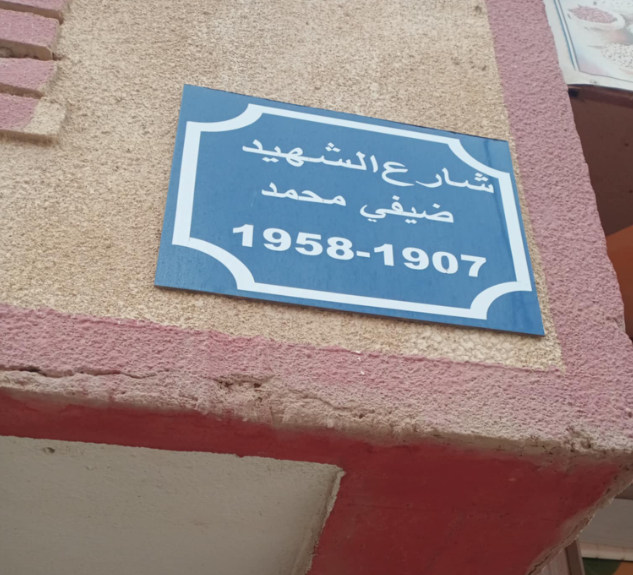
Rue du Martyr Daïfi Mohamed 1907-1958

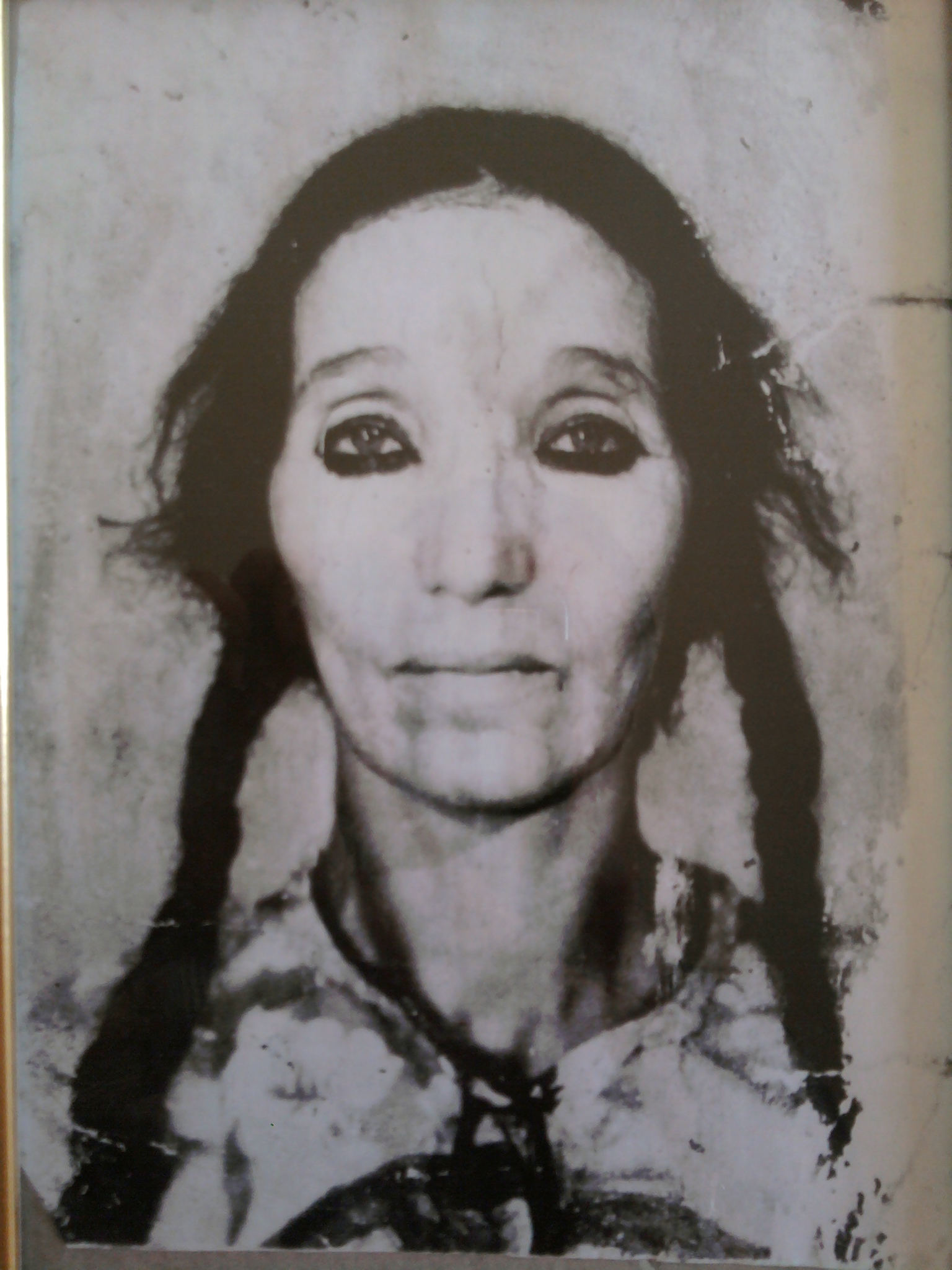
Fatima Bacha, veuve de Mohamed, cliché attribué à Marc Garanger en 1960 pendant la guerre (cliché original rephotographié en mauvais état et aux bords redécoupés)